# Системы органов животных
Система органов — совокупность органов с одинаковой или сходной функцией, строением; в более широком смысле — совокупность сходных или несходных органов, совместно участвующих в выполнении одной общей функции и образующих единое, планомерно построенное целое («аппарат органов»). В русской биологической школе принято различать понятия «аппарат органов» и «система органов», однако часто не только в медицине и физиологии, но и в морфологии отмечается терминологическая подмена.
Под определение системы органов в узком смысле подходит, например, зубная система млекопитающего, мышечная или выделительная система кольчатого червя, состоящие из однородных органов. Аппарат — это, например, пищеварительный аппарат человека, в состав которого входят столь разнородные органы, как зубы, язык, желудок, поджелудочная железа и др. Кроме того, некоторые системы (нервная, иммунная и др.) занимают промежуточное положение по своему строению между системой и аппаратом.
У большинства животных в ходе эволюции сформировались системы органов (аппараты), обеспечивающие процессы жизнедеятельности: пищеварение, дыхание, кровоснабжение, выделение, размножение. Нервная и эндокринная системы регулируют интенсивность деятельности систем органов, их согласованную работу, жизнедеятельность всего организма, обеспечивают связь организма со средой обитания.

## Системы органов различных типов животного царства
Число систем органов (аппаратов) может различаться в разных группах животных. Так, у губок можно выделить, вероятно, всего три аппарата — мерцательно-вододвижущий, покровный и скелетный. При этом большинство источников указывают на отсутствие у губок органов. У кишечнополостных имеются нервная, покровная и пищеварительная системы (аппараты), мышечная система, а также половой аппарат. Нервные клетки кишечнополостных выполняют и эндокринную функцию, но обособленные органы эндокринной системы у них не встречаются. У плоских червей имеются те же аппараты, к которым добавляется выделительная система. Типичной системой в узком смысле является целомическая система большинства животных, которая традиционно не рассматривается в качестве отдельной системы органов.

## Системы органов позвоночных
У позвоночных традиционно принято выделять следующие системы органов:
- Покровная (кожа и её производные)
- Нервная система и органы чувств (иногда последние выделяют в отдельную сенсорную систему)
- Опорно-двигательная (мышцы и скелет)
- Кровеносная (сердечно-сосудистая) и лимфатическая (транспортный, или распределительный аппарат)
- Дыхательная
- Выделительная (мочеполовая)
- Половая (репродуктивная)
- Эндокринная
- Иммунная (к ней обычно относят также органы кроветворения)
- Пищеварительная

## Системы органов человека
Организм человека образован теми же системами органов, что и у других позвоночных. В целом строение организма человека не имеет существенных отличий от строения других высших позвоночных. Однако в ряде аспектов физическая организация человека имеет важные особенности, являющиеся предметом изучения сравнительной анатомии и физической антропологии. Строение организма человека по системам органов изучает нормальная (систематическая) анатомия человека.